# Keith Thurman
Keith Thurman (* 23. November 1988 in Clearwater, Florida) ist ein US-amerikanischer Profiboxer und ehemaliger Weltmeister der WBA und WBC im Weltergewicht. Er wird vom Ring Magazine auf Platz 3 der Weltrangliste geführt (Juni 2019).

## Amateurkarriere
Keith Thurman begann im Alter von sieben Jahren mit dem Boxen und gewann 101 von 116 Amateurkämpfen, davon 76 vorzeitig. Zu seinen Erfolgen zählen sechs nationale Meisterschaften, darunter die Junior Olympic National Championships und die National Police Athletic League Championships.
In der Elite-Klasse (Erwachsene) gewann er 2006 und 2007 jeweils eine Bronzemedaille im Weltergewicht bei den US-Meisterschaften und erreichte einen weiteren dritten Platz bei den U.S. PanAm Box-Offs 2007 in Colorado Springs. Bei Länderkämpfen schlug er zudem 2006 den späteren Olympiateilnehmer Olexander Stretskii aus der Ukraine und 2007 zweimal den Kanadischen Meister Jonathan Bochner.
Bei der nationalen Olympiaqualifikation für die Teilnahme an den olympischen Sommerspielen 2008 in Peking gewann er die Silbermedaille im Weltergewicht. Er besiegte dabei Dominique Dolton und den Militärweltmeister von 2004 Boyd Melson jeweils durch t.K.o. sowie den amtierenden US-Meister Charles Hatley nach Punkten (23:14). Im Finale unterlag er jedoch nach Punkten gegen Demetrius Andrade.

## Profikarriere
Noch im Jahr 2007 wechselte er in das Profilager und steht bei Golden Boy Promotions von Óscar de la Hoya unter Vertrag. Sein Trainer ist Dan Birmingham, der bereits die beiden Weltmeister Ronald Wright und Jeff Lacy betreute, sowie 2010 in die Florida Boxing Hall of Fame aufgenommen wurde.
Er gewann seine ersten acht Kämpfe in Folge durch K. o. in der ersten Runde, darunter auch gegen den bis dahin ungeschlagenen Omar Bell (6-0). Sein Kampf gegen den Mexikaner Francisco García endete im April 2009 wertungslos, nachdem der Kampf verletzungsbedingt aufgrund eines Zusammenstoßes beider Sportler mit den Köpfen in der ersten Runde beendet wurde. Anschließend folgten weitere Siege unter anderem gegen Stalinn Lopez (7-0), Favio Medina (23-2), Brandon Hoskins (16-0) und Orlando Lora (29-2).
Im November 2012 gewann er durch t.K.o. in der vierten Runde gegen Ex-Weltmeister Carlos Quintana (29-3), die Nordamerikanische Meisterschaft der WBO im Halbmittelgewicht. Am 9. März 2013 boxte er im Weltergewicht gegen Dejan Zavec (32-2) um die Interkontinentale Meisterschaft der WBO und gewann einstimmig nach Punkten.
Im Juli 2013 boxte er gegen Diego Gabriel Chaves (22-0) um die interime Weltmeisterschaft der WBA und gewann durch K. o. in der zehnten Runde. Im Dezember 2013 gelang ihm eine vorzeitige Titelverteidigung durch t.K.o. in der neunten Runde gegen Jesús Soto Karass (28-8). Im April 2014 gewann er zudem vorzeitig gegen Julio Díaz (40-9).
Im Dezember 2014 setzte er sich einstimmig nach Punkten gegen Leonard Bundu (31-0) durch. Im Januar 2015 wurde er von der WBA zum neuen Weltmeister im Weltergewicht ernannt. Seine erste Titelverteidigung gewann er am 7. März 2015 einstimmig nach Punkten gegen Robert Guerrero (32-2). Im Juli 2015 besiegte er Luis Collazo (36-6) vorzeitig. Im Juni 2016 gelang ihm eine Titelverteidigung nach Punkten gegen Shawn Porter (26-1).
Am 4. März 2017 gewann er zusätzlich den WBC-Weltmeistertitel durch einen Punktesieg gegen Danny García (33-0), legte den Titel aber bereits am 24. April 2018 wieder nieder. Im Januar 2019 gewann er eine weitere WBA-Titelverteidigung gegen Josesito López (36-7).
Seine erste Niederlage erlitt er am 20. Juli 2019 knapp nach Punkten gegen Manny Pacquiao (61-7).